# دوك كينيدي
دوك كينيدي (بالإنجليزية: Doc Kennedy)‏ هو لاعب كرة قاعدة أمريكي، ولد في 11 أغسطس 1853 في بروكلين في الولايات المتحدة، وتوفي في 23 مايو 1920 في غروف في الولايات المتحدة.

## وصلات خارجية
- دوك كينيدي على موقعبيزبول رفرنس.كوم (الدوري الرئيسي) (الإنجليزية)
- دوك كينيدي على موقعبيزبول رفرنس.كوم (الدوري الثانوي) (الإنجليزية)